# Thomas Woolner

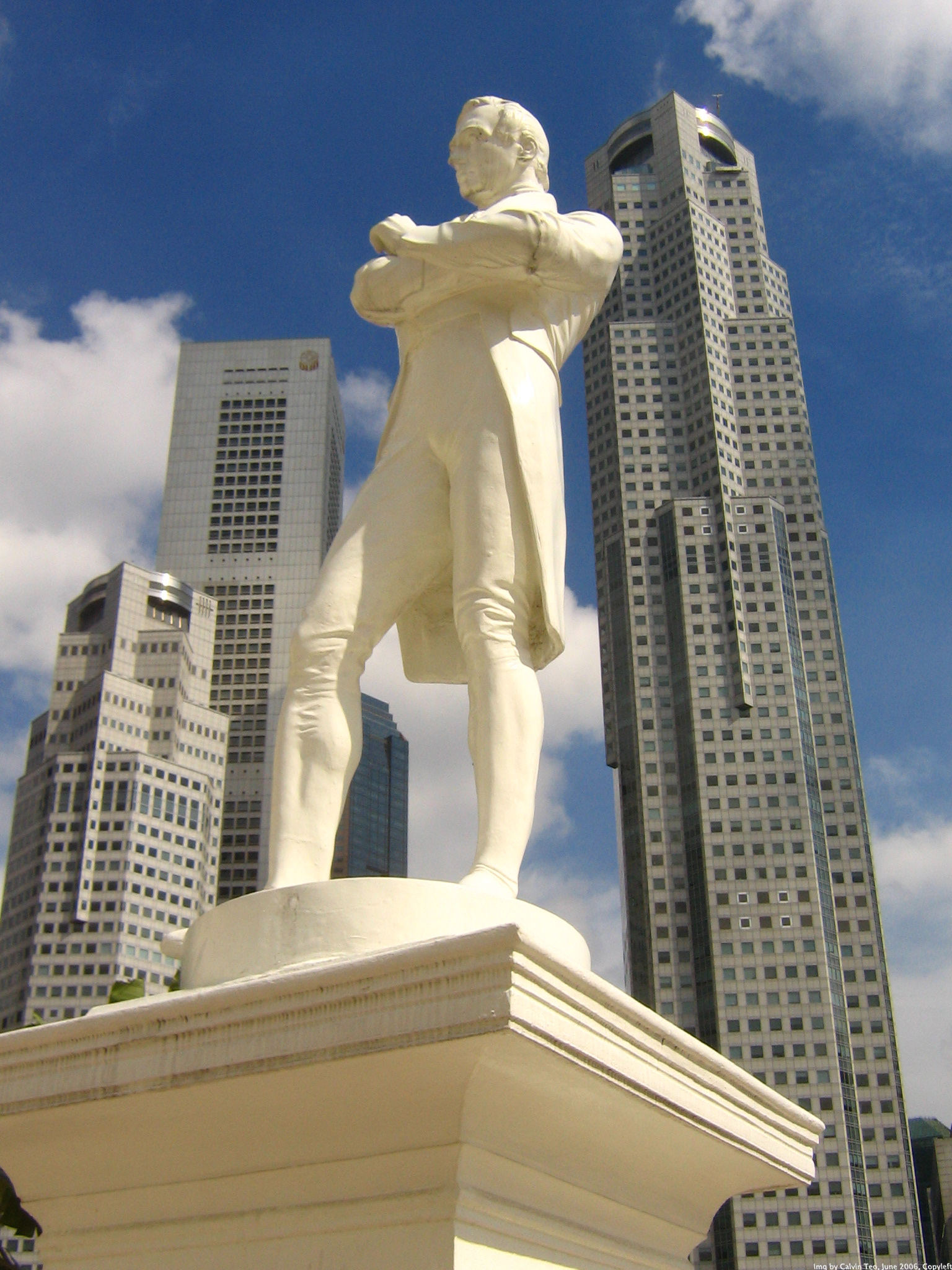
Het beeld van Sir Stamford Raffles in Singapore

Thomas Woolner (Hadleigh, Suffolk, 17 december 1825 - Londen, 7 oktober 1892) was een Engels beeldhouwer en dichter. Hij maakte deel uit van de beweging van de Prerafaëlieten en was de enige beeldhouwer in dat gezelschap.
Woolner ontving zijn opleiding bij de beeldhouwer William Behnes. Vanaf 1842 studeerde hij aan de Royal Academy of Arts en exposeerde daar voor het eerst in 1843. Hij maakte er kennis met Dante Gabriel Rossetti, William Holman Hunt en John Everett Millais. Woolner had aanvankelijk weinig succes met het binnenhalen van opdrachten. Van zijn vroege werk is niet veel overgebleven, maar met zijn afbeelding van 'Puck', een figuur uit William Shakespeares toneelstuk A Midsummer Night's Dream, trok hij de aandacht van Hunt en anderen, wat leidde tot de uitnodiging om lid te worden van de in 1848 opgerichte Pre-Raphaelite Brotherhood.
Hij vervaardigde diverse afbeeldingen van bekende personen en vestigde daarmee zijn reputatie, hoewel hij van de opbrengsten niet goed kon rondkomen. Als dichter leverde hij bijdragen aan The Germ, het slechts kortstondig bestaand hebbende tijdschrift van de beweging. Een van de bekendere gedichten die hij in het blad publiceerde was 'My Beautiful Lady', een werk dat hij in een later stadium aanzienlijk uit zou breiden. Zelf vond hij echter dat hij meer beeldhouwer dan schrijver was.

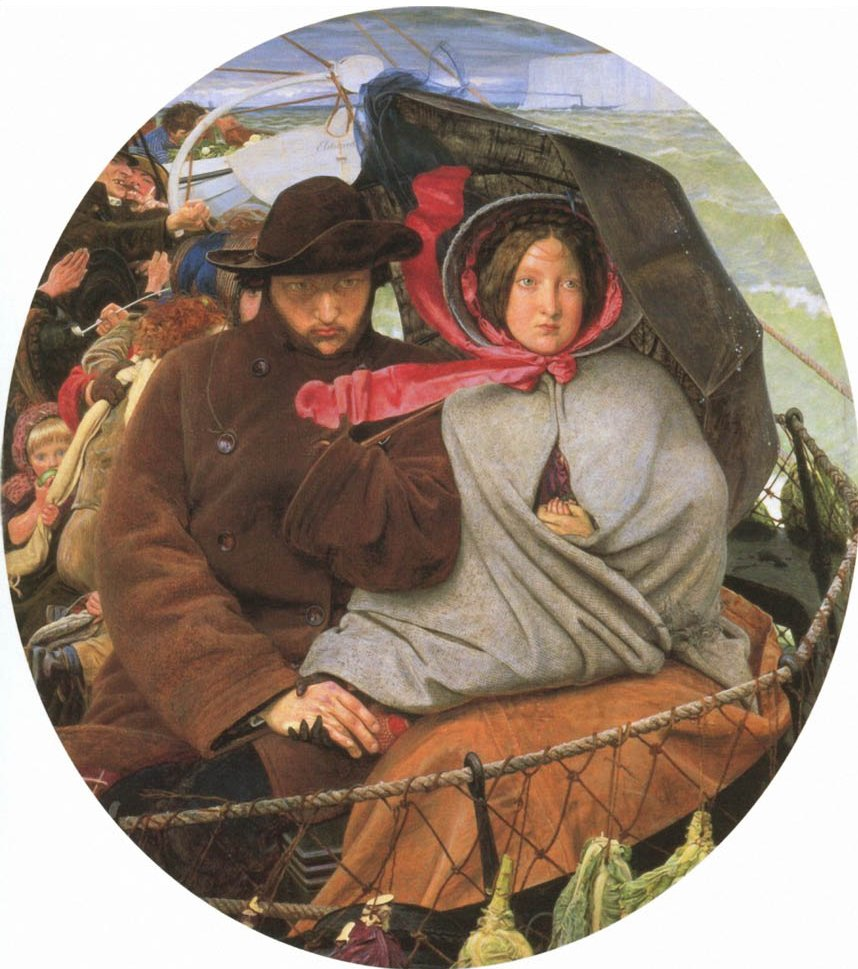
The Last of England, Ford Madox Brown

## Naar Australië
In 1852 besloot Thomas Woolner zijn geluk en fortuin te zoeken in Australië. Bij zijn vertrek werd hij uitgeleide gedaan door de leden van de familie Rossetti, Hunt en Ford Madox Brown. Voor de laatste was het vertrek van Hunt (en dat van vele landgenoten die in die periode hun geluk in de koloniën gingen zoeken) aanleiding tot het vervaardigen van zijn befaamd geworden schilderij 'The Last of England'. Woolners letterlijke jacht naar goud mislukte; wel wist hij als beeldhouwer aan de slag te blijven.

## Terug in Engeland
Al in 1854 keerde hij terug naar Engeland, waar zijn faam inmiddels was toegenomen. Hij hervatte zijn werken van borstbeelden van bekende personen, onder meer van Alfred Tennyson (met wie hij bevriend raakte en aan wie hij het idee aan de hand deed voor zijn werk 'Enoch Arden'), William Wordsworth, Thomas Carlyle, Robert Browning, William Gladstone, James Cook, Thomas Raffles en Charles Darwin. Deze laatste was zeer gecharmeerd van een detail in het beeldje van Puck, namelijk het puntige oor. Hij zou dit in zijn latere geschriften aanduiden als de 'Woolnerian Tip'.
Woolner trouwde in 1864 met Alice Waugh. Later trouwde William Holman Hunt met haar zuster Edith, waardoor de twee mannen zwagers werden. In 1875 werd hij verkozen tot lid van de Royal Academy, waar hij in 1877 werd aangesteld als professor. Dit gaf hij echter in 1879 op.
Naast zijn werk als beeldhouwer bleef hij regelmatig schrijven en publiceren. Tot zijn werken behoren Pygmalion (1881), Silenus (1884), Tiresias (1886) en Poems (1887).
Thomas Woolner overleed op 7 oktober 1892 onverwacht aan een hartaanval.